# Jeux de la solidarité islamique de 2013
Navigation
Téhéran 2010 Bakou 2017
Les Jeux de la solidarité islamique 2013 sont la 3e édition des Jeux de la solidarité islamique. Cette édition se déroule du 22 septembre au 1er octobre 2013 à Palembang en Indonésie.

## Disciplines
12 disciplines sont au programme de ces Jeux :
- Athlétisme (détails)
- Badminton
- Basket-ball
- Football
- Haltérophilie
- Karaté
- Natation
- Taekwondo
- Tennis
- Tir à l'arc
- Volley-ball
- Wushu

## Pays participants
Les 57 nations participantes sont les suivantes : 
- Afghanistan
- Albanie
- Algérie
- Arabie saoudite
- Azerbaïdjan
- Bahreïn
- Bangladesh
- Bénin
- Brunei
- Burkina Faso
- Cameroun
- Comores
- Côte d'Ivoire
- Djibouti
- Égypte
- Émirats arabes unis
- Gabon
- Gambie
- Guinée
- Guinée-Bissau
- Guyana
- Indonésie
- Irak
- Iran
- Jordanie
- Kazakhstan
- Kirghizistan
- Koweït
- Liban
- Libye
- Malaisie
- Maldives
- Mali
- Maroc
- Mauritanie
- Mozambique
- Niger
- Nigeria
- Oman
- Ouganda
- Ouzbékistan
- Pakistan
- Palestine
- Qatar
- Sénégal
- Sierra Leone
- Somalie
- Soudan
- Suriname
- Syrie
- Tadjikistan
- Tchad
- Togo
- Tunisie
- Turquie
- Turkménistan
- Yémen